# Ellipteroides (Ellipteroides) friesei
Ellipteroides (Ellipteroides) friesei is een tweevleugelige uit de familie steltmuggen (Limoniidae). De soort komt voor in het Palearctisch gebied.